# Mats Nordberg
Mats Nordberg (Falun, 14 de abril de 1958 – 15 de janeiro de 2023) foi um político sueco e membro do Riksdag pelo Partido Democrata da Suécia de 2018 até sua morte, representando o distrito eleitoral do Condado de Dalarna. Nordberg também trabalhou na área ambiental. Ele já serviu como membro da Comissão do Meio Ambiente, da Saúde Pública e da Política do Consumidor do parlamento sueco.